# South Tucson
South Tucson é uma cidade localizada no estado americano do Arizona, no condado de Pima. Foi incorporada em 1940.

## Geografia
De acordo com o United States Census Bureau, a cidade tem uma área de 2,7 km², onde todos os 2,7 km² estão cobertos por terra.

### Localidades na vizinhança
O diagrama seguinte representa as localidades num raio de 16 km ao redor de South Tucson.

## Demografia
Segundo o censo nacional de 2010, a sua população é de 5 652 habitantes e sua densidade populacional é de 2 098,3 hab/km², o que a torna a segunda localidade mais densamente povoada do Arizona. Possui 2 137 residências, que resulta em uma densidade de 793,4 residências/km².